# Zénon Bernard
Johann Zénon Bernard (Kahler, 13 de febrer de 1893 - Kassel, 25 de juny de 1942) va ser un polític comunista luxemburguès. Va dirigir el Partit Comunista de Luxemburg durant les seves dues primeres dècades d'existència, i va ser el primer comunista elegit per al Parlament de Luxemburg. Va morir en captivitat alemanya durant la Segona Guerra Mundial.

## Activisme polític
Bernard era un obrer metal·lúrgic de professió. Es va unir al moviment socialista arran de l'esclat de la Primera Guerra Mundial. Es va convertir en una figura destacada en la facció d'esquerra del Partit Socialista, que defensava per l'afiliació a la Internacional Comunista. El gener de 1921 va participar en la fundació del Partit Comunista de Luxemburg i es va convertir en el secretari del Comitè Central del partit. El maig de 1921 va ser nomenat president del partit.
Bernard va ser escollit parlamentari en les eleccions legislatives luxemburgueses de 1934 i va ser el primer comunista luxemburguès elegit per al parlament. La majoria de centre-dreta, però, va prohibir-li ocupar el seu seient amb el pretext que com a revolucionari no podia jurar la Constitució.

## Resistència i empresonament
Després de la invasió alemanya de Luxemburg durant la Segona Guerra Mundial, Bernard va encapçalar les activitats clandestines del Partit Comunista. Va ser arrestat per la Gestapo el setembre 1940 i va morir empresonat.

## Esports
Bernard també va ser un jugador de futbol en la seva etapa de joventut. Va jugar amb l'Sporting Club Luxembourg entre 1911 i 1914, i va jugar amb la selecció de futbol de Luxemburg dues vegades, contra França el 29 d'octubre de 1911, i de nou contra França el 8 de febrer de 1914. En l'últim partit, un amistós, va fer un gol que va donar la victòria a Luxemburg per 5-4, l'únic partit on Luxemburg ha vençut França.

## Llegat
Un carrer d'Esch-sur-Alzette, on Bernard va residir, porta el seu nom en record. De fet, el Partit Comunista i el seu diari Zeitung vum Lëtzebuerger Vollek té les seves oficines en la mateixa ciutat. També hi ha un carrer en el seu nom a Differdange.